# لي مينهيوك من مونستا اكس
لي مینهيوك مغني من فرقة مونستا اكس الكورية الجنوبية (monsta x) تحت وكالة ستارشيب (ستارشيب إنترتينمنت).

## مولده
ولد في 3 نوفمبر 1993 بكوريا الجنوبية في قرية قوانغجو

## موقعه في الفرقة
مغني رئيسي ووجه الفرقة

## معلومات شخصية
فصيلة الدم:A
الطول:179 cm
الوزن: 64 kg

## مفضلاته
البطاطا الحلوة، البيتزا، الكولا
مشاهدة الانمي

## مواهب أخرى
لعب العاب الفيديو
العزف على الالات الموسيقية منهم: البيانو والإيتار